# Floruit
Floruit, latin: "han/hon blomstrade", ofta förkortat fl. eller flor., avser en tidsperiod under vilken en person, skola, rörelse eller även en art varit aktiv eller blomstrande. Det är tredje person singularis perfekt form av det latinska verbet florere, "att blomstra".
Termen används inom genealogin och i historiska texter, när datum för födelse och död är okända men andra belägg finns som indikerar när en person fanns i livet. Om det, till exempel, finns testamenten attesterade av Sven Svensson år 1204, 1207 och 1229, och en uppgift om hans bröllop 1197, så skulle hans uppgifter kunna skrivas "Sven Svensson (fl. 1197–1229)".
På påve Leo XI:s gravmonument i Peterskyrkan står det SIC FLORVI ("Så blomstrade jag"); Leo XI var påve i 26 dagar.